# Rebecca Shorten
Rebecca Shorten, née le 25 novembre 1993 à Belfast, est une rameuse britannique.

## Carrière
Elle fait ses études au Methodist College Belfast puis à l'université de Roehampton.
En 2022, Redgrave remporte l'or en quatre sans barreur aux championnats du monde avec Samantha Redgrave, Rowan McKellar et Heidi Long.
En juillet 2024, aux Jeux olympiques d'été de 2024, Booth remporte la médaille d'argent en quatre sans barreur avec Samantha Redgrave, Esme Booth et Helen Glover après avoir remporté l'or aux championnats d'Europe 2024.

## Palmarès

### Jeux olympiques
- Jeux olympiques d'été de 2024 à Paris :
  -  médaille d'argent en quatre sans barreur

### Championnats du monde
- Championnats du monde 2022 à Račice :
  -  médaille d'or en quatre sans barreur
- Championnats du monde d'aviron 2023 à Belgrade :
  -  médaille de bronze en quatre sans barreur

### Championnats d'Europe
- Championnats d'Europe 2018 à Glasgow :
  -  médaille d'argent en huit
- Championnats d'Europe 2019 à Lucerne :
  -  médaille d'argent en huit
- Championnats d'Europe 2021 à Varèse :
  -  médaille de bronze en quatre sans barreur
- Championnats d'Europe 2022 à Oberschleißheim :
  -  médaille d'or en quatre sans barreur
  -  médaille d'argent en huit
- Championnats d'Europe 2023 à Bled :
  -  médaille d'argent en huit
- Championnats d'Europe 2024 à Szeged :
  -  médaille d'or en quatre sans barreur